# Holomitrium subperichaetiale
Holomitrium subperichaetiale är en bladmossart som beskrevs av Thériot 1907. Holomitrium subperichaetiale ingår i släktet Holomitrium och familjen Dicranaceae. Inga underarter finns listade i Catalogue of Life.